# Simulium lumbwanum
Simulium lumbwanum es una especie de insecto del género Simulium, familia Simuliidae, orden Diptera.
Fue descrita científicamente por Meillon, 1944.